# Chlorospatha bogneri
Chlorospatha bogneri är en kallaväxtart som beskrevs av Thomas Bernard Croat och L.P.Hannon. Chlorospatha bogneri ingår i släktet Chlorospatha och familjen kallaväxter. Inga underarter finns listade.